# Власов, Илья Сергеевич
Илья Сергеевич Власов (род. 3 августа 1995, Кумертау, Башкортостан) — российский волейболист, центральный блокирующий московского «Динамо» и сборной России, чемпион Европы (2017), мастер спорта международного класса.

## Биография
В детстве занимался дзюдо и плаванием, а в волейбол попал только в 16 лет, когда был замечен статистиком новоуренгойского «Факела» Алексеем Королёвым во время игры с друзьями на открытой волейбольной площадке. Королёв рассказал Власову про молодёжную команду, объединившую перспективных ребят 1995—1996 годов рождения из разных уголков России для подготовки к выступлению в Молодёжной лиге и юношеской сборной. В августе 2011 года Власов приехал в оздоровительный комплекс «Витязь» под Анапой, где уже в течение нескольких месяцев базировалась эта команда, и после первой тренировки согласился остаться.
Под руководством тренера Павла Иванова Власов в октябре 2011 года дебютировал за «Факел-95» в Молодёжной лиге, в ноябре вместе с пятью одноклубниками в составе юношеской сборной России стал победителем чемпионата Восточно-Европейской волейбольной зональной ассоциации в Островце-Свентокшиском, а в феврале 2012 года в Нижнем Новгороде в составе сборной Ямало-Ненецкого автономного округа выиграл золото чемпионата России среди юношей в своей возрастной категории. Первый сезон в Молодёжной лиге «Факел» завершил на 7-м месте, а Власов стал вторым среди всех участников первенства игроком по количеству очков, заработанных на блоке (90 в 32 матчах). В сезоне-2012/13 юниоры «Факела» в первенстве Молодёжной лиги финишировали на второй позиции, не справившись только с московским «Динамо-Олимпом». По окончании первенства Власов в составе юниорской сборной Александра Карикова стал победителем чемпионата Европы и обладателем индивидуального приза лучшему блокирующему турнира.
В 2013 году был выбран капитаном молодёжный команды «Факела», которая весной следующего года досрочно оформила чемпионский титул. Второй раз подряд став лучшим блокирующим Молодёжной лиги (156 очков в 36 матчах и 1,31 результативного блока в среднем за партию), Власов был также удостоен приза самому ценному игроку финала Молодёжной лиги-2013/14.
В сентябре 2014 года Илья Власов в составе молодёжной сборной России завоевал золотую медаль на чемпионате Европы в Нитре и Брно. Самый высокий игрок турнира привлёк внимание организаторов первенства невероятным прыжком и высотой съёма, лёгкостью и скоростью перемещений вдоль сетки. «Действительно трудно поверить в то, что Власов играет в волейбол всего три года», — отмечалось в статье, посвящённой 19-летнему центральному команды Сергея Шляпникова.
Спустя четыре дня после победы на молодёжном чемпионате Европы Власов дебютировал в первой команде «Факела» в матче предварительного этапа Кубка России в Санкт-Петербурге. С начала чемпионата страны в Суперлиге Власов вместе с прежними партнёрами по молодёжному «Факелу», доигровщиками Дмитрием Волковым и Егором Клюкой, стабильно выходил на матчи в стартовом составе, и качество игры этого трио было удостоено высоких оценок от специалистов. По итогам сезона Власов вошёл в десятку лучших блокирующих чемпионата, а главный тренер сборной России Андрей Воронков внёс его фамилию в расширенную заявку национальной команды на Мировую лигу.
В июне 2015 года Власов в составе второй сборной России завоевал бронзовую медаль I Европейских игр в Баку. На этом турнире он стал вторым по результативности в российской команде после диагонального Виктора Полетаева, заработав в 8 матчах 32 очка на блоке и 67 в атаке при эффективности нападения 74 %. На следующий день после возвращения в Москву Власов в составе студенческой сборной, восемь игроков которой выступали вместе с ним на Европейских играх, отправился на Всемирную Универсиаду в Кванджу. Выиграв все свои матчи, команда Владимира Хроменкова завоевала золотые медали, а Власов занял 3-е место в рейтинге лучших блокирующих Универсиады.
Выступление Ильи Власова за вторую и студенческую сборные не осталось не замеченным тренерским штабом национальной команды и уже 20 июля, через неделю после завершения Универсиады, молодой блокирующий приступил к тренировкам в подмосковном Новогорске под руководством вновь возглавившего сборную Владимира Алекно. 8 сентября в Хамамацу в рамках Кубка мира Власов провёл дебютный официальный матч за сборную России, в котором она одержала победу над командой Венесуэлы. В октябре был участником чемпионата Европы.
В 2017 году Власов после годичного перерыва вернулся в состав национальной команды, которую возглавил Сергей Шляпников. На турнире Мировой лиги был игроком стартового состава, но в матче интерконтинентального раунда со сборной Польши получил травму, неудачно приземлившись после блокирования, и не смог помочь команде в «Финале шести». Залечив травму, в сентябре того же года в составе сборной России завоевал золотую медаль на чемпионате Европы в Польше. Пропустив стартовый матч с Болгарией, вышел на замену в первом сете вместо Ильяса Куркаева в следующем поединке против сборной Словении. Далее выходил в стартовой шестёрке на все матчи сборной России до конца турнира. В июле 2018 года вместе со сборной завоевал золото первого в истории турнира Лиги наций.
В составе новоуренгойского «Факела» Власов провёл 4 сезона, в апреле 2017 года стал победителем Кубка вызова. По окончании сезона-2017/18 перешёл из «Факела» в московское «Динамо». Первые два года в составе столичного клуба были, по словам Власова, самыми тяжёлыми в карьере, но в сезоне-2020/21 ему удалось преодолеть кризис, вернуть высокое качество игры на блоке и в атаке, а также заметно улучшить подачу. Он стал одним из ключевых игроков команды, выигравшей сразу три титула — чемпионат России, национальный Кубок и Кубок Европейской конфедерации волейбола. Летом 2021 года Власов полноценно вернулся в сборную России, однако в заявку команды на Олимпийские игры в Токио не вошёл. В декабре 2021 года получил тяжёлую травму ноги в финальном матче Кубка России и выбыл из строя до конца сезона, в котором «Динамо» вновь стало чемпионом страны.

## Достижения

### Со сборными
- Чемпион Европы (2017).
- Победитель Лиги наций (2018).
- Чемпион Европы среди юношей (2013).
- Победитель чемпионатов EEVZA среди юношей (2011, 2012, 2013).
- Чемпион Европы среди молодёжных команд (2014).
- Бронзовый призёр Европейских игр (2015).
- Чемпион Универсиады (2015).
- Бронзовый призёр всероссийской Спартакиады (2022) в составе сборной Москвы.

### В клубной карьере
- Чемпион России (2020/21, 2021/22), серебряный призёр чемпионата России (2022/23, 2023/24).
- Обладатель Кубка России (2020, 2024), серебряный призёр Кубка России (2021, 2023, 2025).
- Обладатель Суперкубка России (2021, 2022).
- Чемпион Молодёжной лиги (2013/14), серебряный призёр Молодёжной лиги (2012/13).
- Серебряный (2013) и бронзовый (2014) призёр Кубка Молодёжной лиги.
- Обладатель Кубка Европейской конфедерации волейбола (2020/21).
- Обладатель (2016/17) и финалист (2015/16) Кубка вызова.

### Индивидуальные призы
- Лучший блокирующий чемпионата Европы среди юношей (2013).
- Лучший блокирующий Молодёжной лиги (2012/13, 2013/14).
- MVP финала Молодёжной лиги (2014).

## Личная жизнь
С 14 апреля 2022 года женат на Дарье Пасечник. 31 октября 2022 года в семье родилась дочь.